# Temporada 1999 del Campeonato Mundial de Rally
La temporada 1999 fue la edición 27º del Campeonato Mundial de Rally. Comenzó el 17 de enero con el Rally de Montecarlo y finalizó el 23 de noviembre en el Rally de Gran Bretaña.

## Calendario
| Ronda | Fecha               | Rally                  |
| ----- | ------------------- | ---------------------- |
| 1     | 17-20 de enero      | Rally de Montecarlo    |
| 2     | 12-14 de febrero    | Rally de Suecia        |
| 3     | 25-28 de febrero    | Rally Safari           |
| 4     | 21-24 de marzo      | Rally de Portugal      |
| 5     | 19-21 de abril      | Rally Cataluña         |
| 6     | 7-9 de mayo         | Rally de Córcega       |
| 7     | 22-25 de mayo       | Rally de Argentina     |
| 8     | 6-9 de junio        | Rally Acrópolis        |
| 9     | 15-18 de julio      | Rally de Nueva Zelanda |
| 10    | 20-22 de agosto     | Rally de Finlandia     |
| 11    | 17-19 de septiembre | Rally de China         |
| 12    | 11-13 de octubre    | Rally de San Remo      |
| 13    | 4-7 de noviembre    | Rally de Australia     |
| 14    | 21-23 de noviembre  | Rally de Gran Bretaña  |

## Equipos
| Equipo                  | Constructor | Vehículo        | Neumático   | Piloto            | Copiloto             | Rondas                |
| ----------------------- | ----------- | --------------- | ----------- | ----------------- | -------------------- | --------------------- |
| Peugeot Esso            | Peugeot     | 206 WRC         | Michelin    | François Delecour | Daniel Grataloup     | 6, 8, 10, 12–14       |
| Peugeot Esso            | Peugeot     | 206 WRC         | Michelin    | Gilles Panizzi    | Hervé Panizzi        | 6, 12, 10, 14         |
| Peugeot Esso            | Peugeot     | 206 WRC         | Michelin    | Marcus Grönholm   | Timo Rautiainen      | 8, 10, 12–14          |
| Toyota Castrol Team     | Toyota      | Corolla WRC     | Michelin    | Carlos Sainz      | Luis Moya            | 1-14                  |
| Toyota Castrol Team     | Toyota      | Corolla WRC     | Michelin    | Didier Auriol     | Denis Giraudet       | 1-14                  |
| Toyota Castrol Team     | Toyota      | Corolla WRC     | Michelin    | Neal Bates        | Coral Taylor         | 13                    |
| Toyota Castrol Team     | Toyota      | Corolla WRC     | Michelin    | Isolde Holderied  | Catherine Francois   | 1                     |
| Toyota Castrol Team     | Toyota      | Corolla WRC     | Michelin    | Henrik Lundgaard  | Freddy Pedersen      | 1, 5–6                |
| Toyota Castrol Team     | Toyota      | Corolla WRC     | Michelin    | Henrik Lundgaard  | Jens-Christian Anker | 12                    |
| Toyota Kenya            | Toyota      | Corolla WRC     | Michelin    | Ian Duncan        | David Williamson     | 3                     |
| Subaru World Rally Team | Subaru      | Impreza WRC     | Pirelli     | Richard Burns     | Robert Reid          | 1-14                  |
| Subaru World Rally Team | Subaru      | Impreza WRC     | Pirelli     | Juha Kankkunen    | Juha Repo            | 1–5, 7–14             |
| Subaru World Rally Team | Subaru      | Impreza WRC     | Pirelli     | Bruno Thiry       | Stéphane Prévot      | 1–6                   |
| Ford Motor Co           | Ford        | Focus WRC       | Michelin    | Colin McRae       | Nicky Grist          | 1-14                  |
| Ford Motor Co           | Ford        | Focus WRC       | Michelin    | Simon Jean-Joseph | Fred Gallagher       | 1, 5–6, 12            |
| Ford Motor Co           | Ford        | Focus WRC       | Michelin    | Thomas Rådström   | Fred Gallagher       | 2, 7–11, 13–14        |
| Ford Motor Co           | Ford        | Focus WRC       | Michelin    | Petter Solberg    | Fred Gallagher       | 3                     |
| Ford Motor Co           | Ford        | Focus WRC       | Michelin    | Petter Solberg    | Phil Mills           | 4, 10, 12, 14         |
| Ford Motor Co           | Ford        | Ford Escort WRC | Michelin    | Petter Solberg    | Phil Mills           | 2                     |
| SEAT Sport              | SEAT        | Córdoba WRC     | Pirelli     | Harri Rovanperä   | Risto Pietiläinen    | 1-14                  |
| SEAT Sport              | SEAT        | Córdoba WRC     | Pirelli     | Piero Liatti      | Carlo Cassina        | 1, 3–8, 11–12         |
| SEAT Sport              | SEAT        | Córdoba WRC     | Pirelli     | Marcus Grönholm   | Timo Rautiainen      | 2                     |
| SEAT Sport              | SEAT        | Córdoba WRC     | Pirelli     | Toni Gardemeister | Paavo Lukander       | 9–10, 12–14           |
| SEAT Sport              | SEAT        | Córdoba WRC     | Pirelli     | Gwyndaf Evans     | Howard Davies        | 14                    |
| Škoda Motorsport        | Škoda       | Octavia WRC     | Michelin    | Armin Schwarz     | Manfred Hiemer       | 1, 4–5, 8, 10, 12, 14 |
| Škoda Motorsport        | Škoda       | Octavia WRC     | Michelin    | Pavel Sibera      | Petr Gross           | 1, 5                  |
| Škoda Motorsport        | Škoda       | Octavia WRC     | Michelin    | Emil Triner       | Miloš Hůlka          | 4, 8, 10, 12          |
| Škoda Motorsport        | Škoda       | Octavia WRC     | Michelin    | Bruno Thiry       | Stéphane Prévot      | 14                    |
| Automobiles Citroën     | Citroën     | Xsara Kit Car   |             | Philippe Bugalski | Jean-Paul Chiaroni   | 1, 5-6, 12            |
| Automobiles Citroën     | Citroën     | Xsara Kit Car   | Jesús Puras | Marc Martí        | 1, 6                 |                       |

## Resultados

### Campeonato de Pilotos
| Pos. | Piloto            | MON | SWE | KEN | POR | ESP | FRA | ARG | GRE | NZL | FIN | CHN | ITA | AUS | GBR | Pts |
| ---- | ----------------- | --- | --- | --- | --- | --- | --- | --- | --- | --- | --- | --- | --- | --- | --- | --- |
| 1    | Tommi Mäkinen     | 1   | 1   | DSQ | 5   | 3   | 6   | 4   | 3   | 1   | Ret | Ret | 1   | 3   | Ret | 62  |
| 2    | Richard Burns     | 8   | 5   | Ret | 4   | 5   | 7   | 2   | 1   | Ret | 2   | 2   | Ret | 1   | 1   | 55  |
| 3    | Didier Auriol     | 3   | 4   | 2   | 3   | 2   | 5   | 3   | Ret | 4   | Ret | 1   | 3   | Ret | Ret | 52  |
| 4    | Juha Kankkunen    | 2   | 6   | Ret | Ret | 6   |     | 1   | Ret | 2   | 1   | 4   | 6   | Ret | 2   | 44  |
| 5    | Carlos Sainz      | Ret | 2   | 3   | 2   | Ret | 3   | 5   | 2   | 6   | 3   | 3   | Ret | 2   | Ret | 44  |
| 6    | Colin McRae       | Ret | Ret | 1   | 1   | Ret | 4   | Ret | Ret | Ret | Ret | Ret | Ret | Ret | Ret | 23  |
| 7    | Philippe Bugalski | Ret |     |     |     | 1   | 1   |     |     |     |     |     | Ret |     |     | 20  |
| 8    | Freddy Loix       | Ret | 9   | Ret |     | 4   | 8   | Ret | 4   | 8   | 10  | Ret | 4   | 4   | 5   | 14  |
| 9    | Harri Rovanperä   | 7   | 16  | 6   | Ret | 14  | 13  | Ret | Ret | Ret | 5   | 5   | 16  | 6   | 3   | 10  |
| 10   | Jesús Puras       | Ret |     |     |     | Ret | 2   |     |     |     | Ret | Ret | Ret |     | 16  | 6   |
| 10   | Gilles Panizzi    | Ret |     |     |     |     | Ret |     |     |     | 33  |     | 2   |     | 7   | 6   |
| 10   | Toni Gardemeister | 14  | 33  |     | Ret |     |     |     |     | 3   | 6   |     | Ret | 16  | Ret | 6   |
| 10   | Thomas Rådström   |     | 3   |     |     |     |     | 6   | Ret | Ret | Ret | Ret |     | 7   | 6   | 6   |
| 10   | Bruno Thiry       | 5   | 10  | Ret | 6   | 7   | Ret |     |     |     |     |     |     |     | 4   | 6   |
| 15   | Marcus Grönholm   |     | Ret |     | Ret |     |     |     | Ret |     | 4   |     | 8   | 5   | Ret | 5   |
| 16   | François Delecour | 4   |     |     |     |     | Ret |     | Ret |     | 9   |     | Ret | Ret | Ret | 3   |
| 16   | Ian Duncan        |     |     | 4   |     |     |     |     |     |     |     |     |     |     |     | 3   |
| 18   | Petter Solberg    |     | 11  | 5   | 11  |     |     |     |     |     | 12  |     | 27  |     | 9   | 2   |
| 18   | Markko Märtin     |     | 8   |     | Ret |     |     |     | 5   |     | Ret |     | Ret |     | 8   | 2   |
| 18   | Possum Bourne     |     |     |     |     |     |     |     |     | 5   |     |     |     | Ret |     | 2   |
| 18   | Andrea Aghini     |     |     |     |     |     |     |     |     |     |     |     | 5   |     |     | 2   |
| 22   | Piero Liatti      | 6   |     | Ret | Ret | 10  | 9   | Ret | Ret |     |     | Ret | Ret |     |     | 1   |
| 22   | Leonídas Kyrkos   |     |     |     |     |     |     |     | 6   |     |     |     |     |     |     | 1   |
| 22   | Volkan Işık       |     |     |     | 7   | 11  |     | Ret | Ret |     | 15  | 6   | 15  |     |     | 1   |
| Pos. | Piloto            | MON | SWE | KEN | POR | ESP | FRA | ARG | GRE | NZL | FIN | CHN | ITA | AUS | GBR | Pts |

### Campeonato de Constructores
| Pos. | Equipo     | Rally | Rally | Rally | Rally | Rally | Rally | Rally | Rally | Rally | Rally | Rally | Rally | Rally | Rally | Total puntos |
| Pos. | Equipo     | MON   | SWE   | KEN   | POR   | ESP   | FRA   | ARG   | GRE   | NZL   | FIN   | CHN   | ITA   | AUS   | GBR   | Total puntos |
| ---- | ---------- | ----- | ----- | ----- | ----- | ----- | ----- | ----- | ----- | ----- | ----- | ----- | ----- | ----- | ----- | ------------ |
| 1    | Peugeot    | 4     | 9     | 10    | 10    | 10    | 14+4  | 6     | 6     | 5     | 4+3   | 14    | 4     | 6     | 0     | 109          |
| 2    | Subaru     | 7     | 3     | 0     | 3     | 5     | 2     | 16    | 10    | 6     | 16    | 9     | 2     | 10    | 16    | 105          |
| 3    | Mitsubishi | 10    | 10    | 0     | 2     | 10    | 4+2   | 3     | 7     | 11    | 0+2   | 0     | 13    | 7     | 2     | 83           |
| 4    | Ford       | 0     | 4     | 13    | 11    | 0     | 6     | 1     | 0     | 0     | 0     | 0     | 1     | 0     | 1     | 37           |
| 5    | SEAT       | 5     | 0     | 2     | 0     | 1     | 0     | 0     | 0     | 4     | 3+1   | 2     | 0     | 1     | 4     | 23           |
| 6    | Citroen    | 0     | 0     | 0     | 0     | 0     | 0     | 0     | 0     | 0     | 3     | 0     | 6     | 2     | 0     | 11           |
| 7    | Škoda      | 0     | 0     | 0     | 0     | 0     | 0     | 0     | 3     | 0     | 0     | 0     | 0     | 0     | 3     | 6            |

### Copa de Producción
| Pos. | Piloto           | MON | SWE | KEN | POR | ESP | FRA | ARG | GRE | NZL | FIN | CHN | ITA | AUS | GBR | Puntos |
| ---- | ---------------- | --- | --- | --- | --- | --- | --- | --- | --- | --- | --- | --- | --- | --- | --- | ------ |
| 1    | Gustavo Trelles  | 8   | 1   |     | 8   | 5   | 13  | 13  |     | 13  |     | 8   |     |     |     | 69     |
| 2    | Hamed Al-Wahaibi |     |     | 13  |     | 13  | 5   |     | 13  | 8   |     |     | 1   |     |     | 53     |
| 3    | Toshi Arai       |     |     |     |     |     |     |     |     | 3   |     | 13  |     | 13  |     | 29     |

- Referencias[1]